# Euconocephalus thunbergi
Euconocephalus thunbergi är en insektsart som först beskrevs av Xavier Montrouzier 1855.  Euconocephalus thunbergi ingår i släktet Euconocephalus och familjen vårtbitare. Inga underarter finns listade i Catalogue of Life.

## Bildgalleri

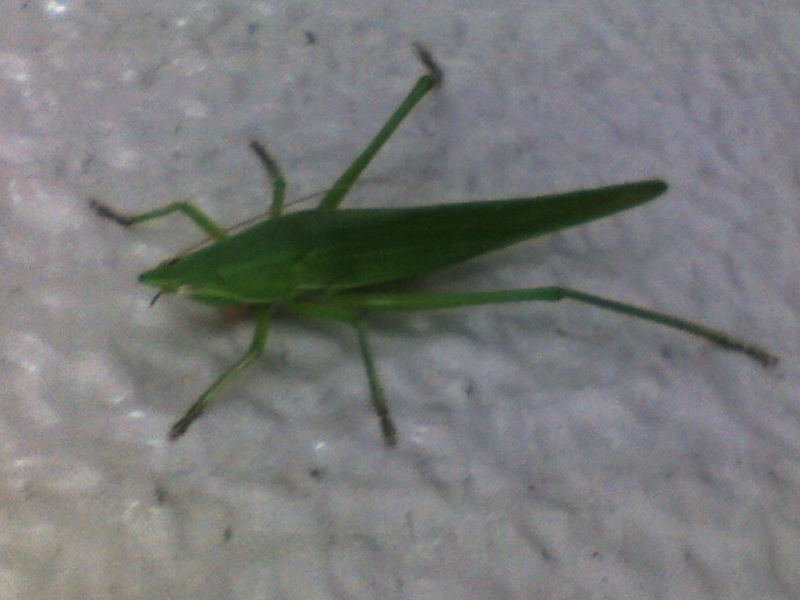